# Powiat Mogileński
Der Powiat Mogileński ist ein Powiat (Kreis) in der polnischen Woiwodschaft Kujawien-Pommern. Der Powiat hat eine Fläche von 675,86 km², auf der etwa 46.000 Einwohner leben.

## Gemeinden
Der Powiat umfasst vier Gemeinden, davon zwei Stadt-und-Land-Gemeinden und zwei Landgemeinden.

### Stadt-und-Land-Gemeinden
- Mogilno (Mogilno)
- Strzelno (Strelno)

### Landgemeinden
- Dąbrowa (Kaisersfelde)
- Jeziora Wielkie (Grosssee)